# Christine Jean
Christine Jean, née à Nantes en 1957, est une biologiste spécialiste de l'hydrologie fluviale française. 

## Biographie
Titulaire d'un diplôme d'études approfondies de l'École d'agronomie de Nancy et d'un diplôme d'études supérieures spécialisées du Laboratoire d'hydrologie de l'Université de Metz.
Christine Jean découvre l'engagement écologiste avec l'association bretonne de protection de la nature Bretagne Vivante ou SEPNB. 
Elle est ensuite salariée de l'ONG WWF pour la coordination du projet Loire Vivante à partir de 1986.
Christine Jean dirige ensuite l'Observatoire des marées noires et poursuit sa carrière dans le domaine de l'hydrologie et la protection de la nature.

## Comité Loire Vivante
Coordinatrice du Comité Loire Vivante de 1987 à 2000, elle est présidente honoraire de SOS Loire vivante. Elle se bat avec l'organisation SOS Loire Vivante pour qu'on n'installe pas et qu'on démantèle des barrages sur le fleuve Loire.
Elle reçoit le Prix Goldmann en 1992. Il s'agit du prix le plus important du monde en matière de défense de la Nature. Le Prix est officiellement remis à Christine Jean, coordinatrice Loire Vivante, financée par le WWF France. Elle choisit d'utiliser l'intégralité de ce prix (60 000 dollars) pour des actions de protection de la Loire et partage le prix avec Le Comité Loire Vivante.
Elle a véritablement instauré une dynamique sur le bassin de la Loire. Il n'y a plus de projet de barrage aujourd'hui sur la Loire et ses affluents. Des solutions plus respectueuses des équilibres naturels ont été utilisées pour protéger les riverains contre les inondations et satisfaire leurs besoins en eau. C'est une évolution importante dans la gestion de la Loire puisque la protection de la faune et de la flore est devenue un objectif en soi. 
Chargée de mission WWF, Fonds Mondial pour la nature Science de la nature et de la vie. La mission de Christine Jean et du WWF se poursuit, et vise notamment à protéger l'estuaire de la Loire menacé par une possible extension du port de Nantes Saint-Nazaire. Le WWF estime en effet que les conditions sont aujourd'hui réunies pour mettre en place un programme ambitieux de reconquête du fleuve. 
En 1999, elle figure sur la liste des héros de la planète de Time Magazine.

## Distinctions
- Prix Goldman de l'environnement, 1992[6].